# Rezerwat przyrody Żurawie Błota
Rezerwat przyrody Żurawie Błota (kaszb. Trulôczowé Błota) – torfowiskowy rezerwat na obszarze Kaszubskiego Parku Krajobrazowego na północnym skraju Lasów Mirachowskich. Został utworzony w 1990 roku. Powierzchnia rezerwatu wynosi 109,13 ha.
Celem ochrony jest zachowanie szaty roślinnej typowej dla śródleśnych torfowisk przejściowych i wysokich, jeziora lobeliowego z unikalną roślinnością oraz ostoi ptactwa wodno-błotnego.
Rezerwatem objęte jest lobeliowe Jezioro Kamienne i znajdujący się nad jego północnym brzegiem głaz narzutowy tzw. diabelski kamień (o wysokości 3 metrów i obwodzie przekraczającym 17 metrów, chroniony jako pomnik przyrody), jak również przyległe do niego obszary leśno-torfowiskowe (las bukowo-dębowy). Jezioro Kamienne mimo ochrony uległo degradacji i utraciło istotne wartości stanowiące podstawę ochrony – występująca tu niegdyś lobelia jeziorna zanikła na skutek eutrofizacji jeziora. Ochronie podlega specyficzna roślinność wodna (m.in. poryblin jeziorny, wywłócznik skrętoległy, brzeżyca jednokwiatowa).
Rezerwat jest miejscem lęgowym żurawia i brodźca samotnego.
Samo Jezioro Kamienne było chronione już wcześniej w ramach utworzonego w 1960 roku rezerwatu „Jezioro Kamienne” o powierzchni 14,41 ha.
Rezerwat położony jest na terenie obszarów Natura 2000: Kurze Grzędy PLH220014 oraz Lasy Mirachowskie PLB220008.
Najbliższe miejscowości to Nowa Huta i Miłoszewo. Rezerwat leży na trasie turystycznego szlaku  Kaszubskiego.